# Tullibardine (Perth and Kinross)

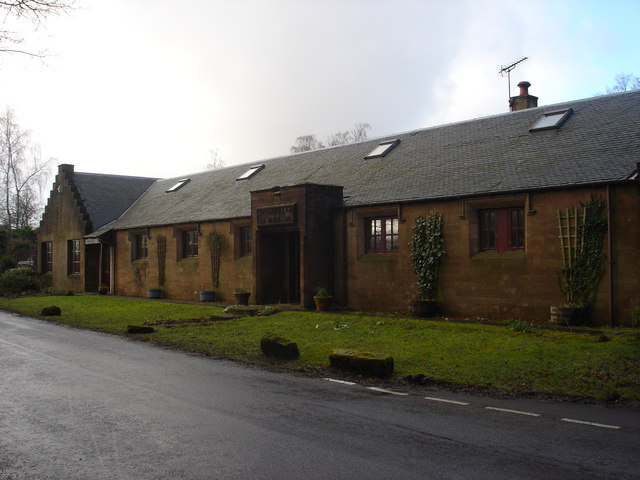
Versammlungshalle im Ort

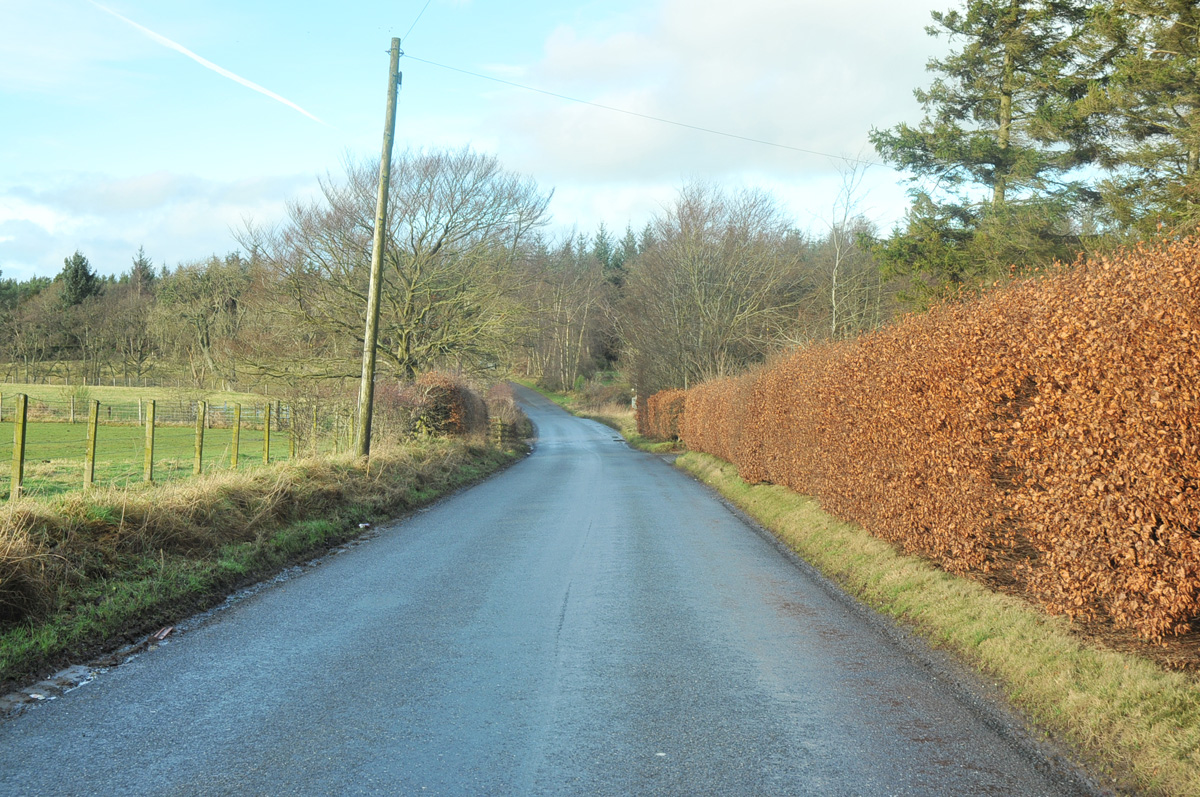
Landstraße bei Tullibardine

Tullibardine ist eine kleine Ortschaft, die im Norden von Schottland zwischen Perth im Nordosten und Stirling im Südwesten in der Council Area Perth and Kinross liegt. Im Rahmen der historischen Gliederung Schottlands in Civil Parishes zählt es zu Blackford, das zu Perthshire gehörte.

## Geographie
Tullibardine liegt im ländlichen Raum am Rande des Baches Sawmill Burn, der nach Nordosten über den Machany Water zum River Earn entwässert. Die nächste größere Ortschaft ist das im Südosten gelegene Auchterarder.

## Historisches
Am Rande des Ortes befindet sich das Kennels Cottage. Es wurde 1981 als Listed Building der Kategorie C ausgewiesen und damit unter Denkmalschutz gestellt. Etwa zwei Kilometer im Südwesten steht die Tullibardine Chapel. Seit 1920 zählt sie zu den Scheduled Monuments.
Von der, heute nicht mehr existierenden, Burg Tullibardine Castle leiten sich Nebentitel der Dukes of Atholl ab. Sie wurden auch von Mitgliedern des Clans Murray geführt.

## Sonstiges
Der Name wurde von der Whiskybrennerei Tullibardine übernommen. Sie steht nicht im Ort, sondern in Blackford.